# Культура каменных курганов

Балтские культуры среднего железного века:
Культура Доллькайм-Коврово - Самбийско-натангийская группа
Ольштынская культура - Западномазурская группа (Галинды)
Судавская (каменных курганов) культура - Восточномазурская группа (Ятвяги)
Мемельская культура - Нижненеманская и западно-латвийская группа (Курши)
Культура штрихованной керамики
Милоградско-подгорцевская культура
Днепро-двинская культура
Поморская культура
Культура подклёшевых погребений

Культура каменных курганов (судавская культура; пол. kultura sudowska, лит. sūduvių kultūra, бел. культура каменных курганоў) — археологическая культура железного века Восточной Европы, располагавшаяся в II—XIII веках на территории северо-восточной Польши, юго-западной Литвы и северо-западной Белоруссии, развивалась в части областей западнобалтской и вельбарской культур. На основании распространения в области каменных курганов ятвяжской гидронимики эти памятники приписывают западно-балтскому племени ятвягов (судавов).

## География
Культура каменных курганов известна в южном Занеманье и на северо-востоке Польши с середины II века. В IV—VI веках она распространилась и на правом берегу Немана до реки Стревы.

## Погребения
В IV—V веках хоронили чаще всего, не кремируя, по одному в кургане, в яме, выкопанной под насыпью. Яма над умершим заложена камнями, из камней сложена центральная часть кургана, затем засыпана землей и сложен венок из камней. Мужчин хоронили головой на север, с копьем у бока (наконечник клали у головы), с щитом на ногах, иногда в могиле находят нож, булавку. Могилы с трупосожжением V—VI веков находят в небольших ямах или в центре насыпи, сложенной из камней, они обложены камнями. В насыпи между камнями находят 1—2 могилы. Погребальный инвентарь немногочислен — наконечник копья, изредка умбон щита, нож, фрагменты фибулы или браслета.

## Генетические связи, историческая судьба, этническая принадлежность
С VII по XI века в восточной части Мазурского поозёрья и далее на восток древности судавов пока неизвестны. Вновь каменно-земляные курганы, насыпаемые над трупосожжениями, появляются здесь в XI—XIII веках, соответствуя летописным ятвягам. Их ареал захватывал восточные Мазуры, юго-западную Литву (Сувалкия) и часть нынешней Гродненской области и Брестской области Белоруссии.